# Jalal Al-e Ahmad

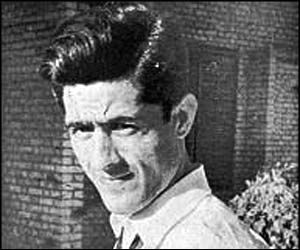
Jalal Al-e Ahmad

Jalal Al-e Ahmad lyssna (fil), född 2 december 1923 i Teheran, Persien, död 9 september 1969, var en framstående iransk författare, tänkare, samt social och politisk kritiker.

## Gharbzadegi
Al-e Ahmad är kanske mest känd för att ha myntat termen Gharbzadegi som omväxlande översätts som västslagenhet, västrifiering och occidentosis - i en bok med samma namn "Occidentosis: A Plague from the West", i hemlighet publicerad i Iran 1962. I boken utvecklar Al-e Ahmad en "svidande kritik av den västerländska teknologin, och underförstått den västerländska civilisationen själv". Han hävdade att nedgången för traditionella iranska industrier såsom mattvävning var början på västerländska "ekonomiska och existentiella segrar över öst."

Hans budskap var omfamnat av Ayatollah Khomeini, som år 1971 skrev att 

Imperialismens giftiga kultur tränger till djupet av städer och byar över hela den muslimska världen, förskjuter Koranens kultur, rekryterar våra ungdomar en masse till utlänningars och imperialisters tjänst ...
och blev en del av ideologin i den iranska revolutionen 1979 som betonade nationalisering av industrin, självständighet på alla områden i livet från både Sovjet och västvärlden, och "självförsörjning" i ekonomin.

## Politisk aktivism
Al-e Ahmad gick med i det kommunistiska Tudehpartiet tillsammans med sin mentor Khalil Maleki strax efter andra världskriget. De "var för självständiga för partiet" och avgick i protest mot bristen på demokrati och "det naket pro-sovjetiska" stödet för sovjetiska krav på oljekoncessioner och ockupationen av iranska Azarbaijan. De bildade ett alternativt parti med namnet "Socialist Society of the Iranian Masses" i januari 1948 men upplöste det några dagar senare när Radio Moskva attackerade det, eftersom de var ovilliga att offentligt motsätta sig  "vad de ansåg vara världens mest progressiva nationer." Ändå markerade Al-e Ahmad och Malekis avhopp  "slutet på den i det närmaste hegemoni partiet hade över det intellektuella livet." 
Han hjälpte senare till att grunda det Mossadeq-vänliga "Toilers party", en av de ingående partierna i Nationella fronten, och sedan år 1952 ytterligare ett nytt parti som kallades "Tredje kraften". Efter 1953 års iranska statskupp satt Al-e Ahmad fängslad i flera år och hade "så helt tappat tron på partipolitik" att han undertecknade ett brev med en omvändelse som publicerades i en iransk tidning där han förklarade att han "avgick från Tredje kraften , och ... helt överger politiken. "  Ändå var han en del av "Tredje kraften" , deltog i mötena, och fortsatte att följa det politiska mentorskapet av Khalil Maleki till deras död 1969. Trots hans relation med sekulära "Tredje kraften", blev Al-e Ahmad mer sympatiskt inställd till behovet av religiöst ledarskap i omvandlingen av iransk politik, särskilt när Ayatollah Khomeini blev framstående kring 1963.